# Typhloseiulus simplex
Typhloseiulus simplex är en spindeldjursart som först beskrevs av Chant 1956.  Typhloseiulus simplex ingår i släktet Typhloseiulus och familjen Phytoseiidae. Inga underarter finns listade i Catalogue of Life.